# 최수철
최수철(1958년 ~ )은 대한민국의 소설가이다.

## 생애
강원도 춘천에서 출생하였고, 서울대학교 불어불문학과를 졸업하고 동 대학원에서 석사학위와 박사학위를 받았다. 1981년 《조선일보》 신춘문예에 〈맹점〉이 당선되어 등단하였다. 주요 작품으로 《고래 뱃속에서》,《공중누각》,《화두》,《어느 무정부주의자의 하루》 등이 있다. 주체성으로 위장된 획일적 세계를 해부하려는 작가의식을 보여준다. 이상문학상과 김유정문학상을 수상하였으며, 한신대학교 문예창작학과 교수(1997~)로 재직 중이다.